# Pseudobaptria eurytaenia
Pseudobaptria eurytaenia là một loài bướm đêm trong họ Geometridae.